# Таблоид
Табло́ид (англ. tabloid) — газета с компактным размером страниц, меньшим, чем широкоформатный лист. Стандартного размера для этого формата газеты не существует.
Термин «таблоидная журналистика» (с акцентом на таких темах, как сенсационные криминальные истории, астрология, сплетни о знаменитостях и телевидение) не относится к газетам, печатающимся в этом формате. Некоторые малоформатные газеты с высоким уровнем журналистики называют себя «компактными газетами». Более крупные газеты, традиционно ассоциирующиеся с журналистикой более высокого качества, называются «широкими листами», даже если газета теперь печатается на меньших страницах.

## Этимология
Слово «таблоид» происходит от названия, данного лондонской фармацевтической компанией Burroughs Wellcome & Co. спрессованным таблеткам, которые они продавали под названием Tabloid в конце 1880-х годов. Коннотация «таблоид» вскоре была применена к другим небольшим спрессованным изданиям. В 1902 году в лондонской газете Westminster Gazette было опубликовано следующее сообщение: «Владелец намерен давать в форме таблоида все новости, печатаемые другими журналами». Таким образом, таблоидная журналистика в 1901 году первоначально означала газету, которая сжимала истории в упрощённый, легко усваиваемый формат.

## Вёрстка
Вёрстка таблоида предполагает следующие особенности:
- газетная полоса выполнена не на традиционном листе формата A2, а на вдвое меньшем листе формата A3, что позволяет с большим удобством читать газету в транспорте, переворачивать страницы и т. д.;
- значительное количество иллюстраций, часто «неправильной» (не четырёхугольной) формы, залезающих на текст, и т. д.;
- малый объём статей (часто до 1000 символов), позволяющий читателю прочитать статью за небольшое время;
- броские заголовки, выполненные очень большим кеглем;
- активное использование цвета, в том числе для выделения текста. Часто в целях привлечения внимания отдельные статьи печатаются вывороткой — белым шрифтом по чёрному или цветному фону.

Некоторые исследователи склонны считать одним из признаков таблоида обязательное наличие в газете эротических фотографий в том или ином объёме, однако скорее можно говорить о том, что наличие в газете лёгкой эротики свидетельствует лишь о её «жёлтом», «бульварном» характере. Поскольку же большинство бульварных изданий действительно выполняется в формате таблоида, происходит некоторое смешение понятий, и характеристика типа вёрстки (которой является характеристика «таблоид») часто начинает использоваться как характеристика содержательной части газеты. Таким образом, большинство жёлтых газет — действительно таблоиды, но далеко не все таблоиды относятся к жёлтой прессе.
Так, иногда «бульварные» издания выполняются в формате А2, который никак нельзя назвать таблоидным (например, в таком формате выходила газета «Мегаполис-экспресс»), и наоборот — достаточно серьёзные газеты в целях привлечения дополнительной аудитории либо полностью переходят на таблоидную вёрстку (The Guardian), либо печатают в формате таблоида часть своего тиража (так, например, поступает немецкая газета Die Welt).

## Издания
Основные газеты-таблоиды:
- B.Z.[нем.], Frankfurter Rundschau, Hamburger Morgenpost[нем.], Die Welt Kompakt[нем.], Handelsblatt, Titanic, Bild (Германия)
- News of the World, The Sun, Daily Mail и The Daily Mirror (Великобритания)
- The Onion (США)
- Frank[англ.] (Канада)
- The Phoenix[англ.] (Ирландия)
- El Jueves (Испания)
- The Clinic[англ.] (Чили)
- Academia Cațavencu[англ.] (Румыния)
- Ilta-Sanomat[англ.] (Финляндия)
- «Экспресс-газета», «Твой день», «Жизнь за всю неделю», «СПИД-Инфо» и московский выпуск «Мир новостей»[3] (Россия)